# Europees Hanzemuseum

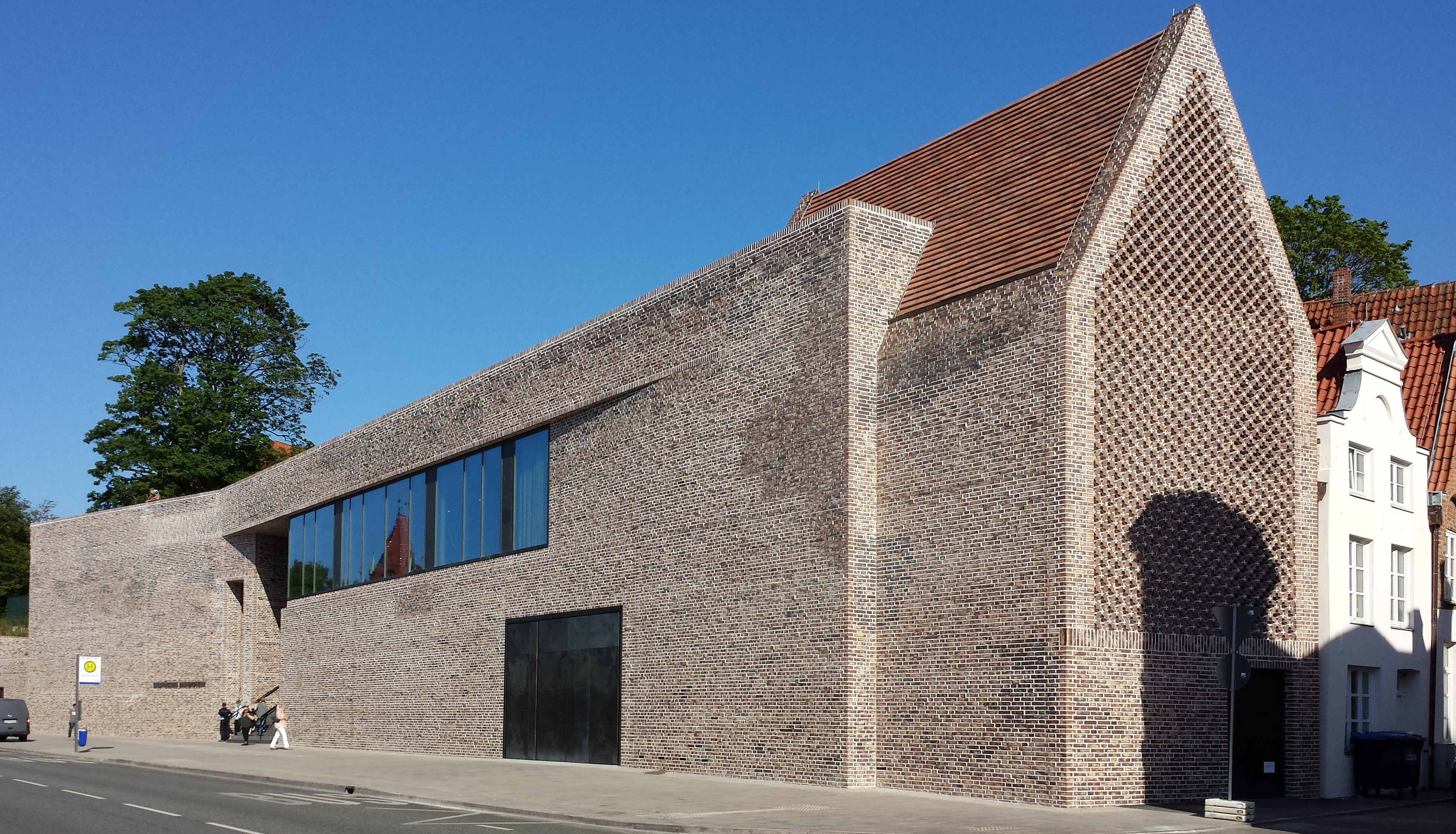
Het Europees Hanzemuseum in Lübeck

Het Europees Hanzemuseum (Duits:Europäisches Hansemuseum) is een museum in het Duitse Lübeck dat op 27 mei 2015 werd geopend door Angela Merkel. Het museum geeft een chronologisch overzicht van de ontwikkeling van de Hanze, en besteedt ook aandacht aan de voormalige Hanzesteden Brugge, Bergen (Noorwegen), Novgorod en Hamburg. Er wordt onder andere een Hanzekogge getoond, en reconstructies van het Bergense en het Londense Hanzekantoor en van een Hanze-bijeenkomst in 1518.